# امل قبیسی
امل قبیسی زاده ۱۸ اکتبر ۱۹۶۹ یک سیاستمدار اماراتی است و هم‌اکنون رئیس شورای ملی فدرال این کشور است. اولین زنی است که در کشور امارت متحده عربی به این مقام می‌رسد. او اولین و تنها زنی است که در دنیای عرب به ریاست پارلمان می‌رسد.

## زندگی کاری و تحصیلی
قبیسی در سال ۲۰۰۰ در رشته مهندسی معماری از دانشگاه شفیلد مدرک دکتری گرفت. او سپس دانشیار معماری در دانشگاه امارات شد که تا سال ۲۰۰۶ ادامه داشت. در سال ۲۰۰۱ او به عنوان رئیس میراث فرهنگی در العین و در قسمت توسعه گردشگری و اقتصادی بود که تا سال ۲۰۰۳ این مقام را به عهده داشت. او ۲۰۱۱ نیز وارد پارلمان این کشور شد، گرچه اون نمایندگانی نبود که با رای وارد مجلس می‌شدند، در پارلمان کشور امارات ۴۰ عضو دارد که نیمی از آنان با رای مردم و باقی توسط حاکمیت انتخاب می‌شود. او مدتی نیز نایب رئیس این مجلس بود و ۲۲ ژانویه ۲۰۱۳ برای نخستین بار ریاست جلسه پارلمان را بر عهده گرفت.